# Zabić Sekala
Zabić Sekala (cz. Je třeba zabít Sekala) – czesko-słowacko-polsko-francuski dramat wojenny z 1998 roku w reżyserii Vladimíra Michálka.

## Fabuła
Akcja filmu toczy się w czasie II wojny światowej w 1943 w niewielkiej osadzie na Morawach. Do wsi przyjeżdża Ivan Sekal, dawny mieszkaniec. Jako nieślubny syn odrzucony przez ojca przez wiele lat był upokarzany i wyśmiewany przez mieszkańców i nazywany „bękartem”. W latach 30. walczył w hiszpańskiej wojnie domowej po stronie lewicowego rządu przeciwko prawicowej opozycji wspieranej m.in. przez III Rzeszę. Teraz przysłuża się nazistowskiemu okupantowi i z jego pomocą postanawia zemścić się za doznane krzywdy. Wykorzystując swoje wpływy, kolejno przejmuje ziemie gospodarzy, którzy go poniżali, a w razie oporu wydaje ich Niemcom na śmierć. Przerażeni mieszkańcy snują plan zabicia Sekala, gdyż to zapewni im wreszcie bezpieczeństwo we wsi. Żaden z nich nie podejmuje się tego zadania. Wobec tego posługując się szantażem, gromada zmusza do wykonania zabójstwa Jurę Barana, w odróżnieniu od reszty protestanta, byłego partyzanta poszukiwanego przez gestapo, który niedawno osiadł na wsi.

## Obsada
- Bogusław Linda – Ivan Sekal
- Miloslav Mejzlík – Ivan Sekal (głos)
- Olaf Lubaszenko – Jura Baran
- Jan Šťastný – Jura Baran (głos)
- Jiří Bartoška – ksiądz
- Agnieszka Sitek – Agnieszka
- Dana Černá – Agnieszka (głos)
- Vlasta Chramostová – Maria
- Ľudovít Cittel – Kurdupel
- Jiří Holý – Oberva
- Milan Riehs – starosta
- Anton Šulík – Včelný
- Josef Bulík – Koukol
- Bohuslav Ličman – Sehnálek
- Gustav Nezval – Štverák
- Andrzej Tomecki – karczmarz
- Robert Sklenář – chłopiec
- Martin Sitta – młody Oberva

## Wersja polska
Wersja polska: Start International Polska

Reżyseria: Ewa Złotowska

Dźwięk: Janusz Tokarzewski

Kierownik produkcji: Bogumiła Adler

Udział wzięli:
- Bogusław Linda – Ivan Sekal
- Olaf Lubaszenko – Jura Baran
- Zbigniew Bielski – ksiądz
- Agnieszka Sitek – Agnieszka
- Antonina Girycz – Maria
- Piotr Pręgowski – Kurdupel
- Włodzimierz Bednarski – Oberva
- Jerzy Molga – starosta
- Eugeniusz Robaczewski – Včelný
- Mikołaj Müller – Koukol
- Jan Kulczycki – Sehnalek
- Stanisław Brudny – Štverák
- Andrzej Tomecki – karczmarz
- Piotr Uszyński – chłopiec
- Michał Łukowski – młody Oberva

## Produkcja
Za plenery posłużyły okolice miejscowości Varvažov w kraju południowoczeskim. Zdjęcia kręcono również na polach wzdłuż linii kolejowej na trasie Nymburk - Mladá Boleslav (kraj środkowoczeski).

## Nagrody i nominacje
MFF w Karlowych Warach (1998)
- Nagroda jury ekumenicznego
- Nagroda dla najlepszego aktora – Olaf Lubaszenko

23. Festiwal Polskich Filmów Fabularnych w Gdyni
- Nagroda za scenariusz – Jiří Křižan

Czeskie Lwy 1998
- Nagroda Dziennikarzy – Vladimír Michálek
- Najlepszy film – Jaroslav Bouček
- Najlepsza reżyseria – Vladimír Michálek
- Najlepszy scenariusz – Jiří Křižan
- Najlepsze zdjęcia – Martin Štrba
- Najlepsza scenografia – Jiří Sternwald
- Najlepsza muzyka – Michał Lorenc
- Najlepszy dźwięk – Radim Hladík
- Najlepszy montaż – Jiří Brožek
- Najlepszy aktor – Olaf Lubaszenko
- Najlepsza aktorka drugoplanowa – Agnieszka Sitek
- Najlepsza aktorka – Vlasta Chramostová (nominacja)
- Najlepszy aktor – Bogusław Linda (nominacja)
- Najlepszy aktor drugoplanowy – Jiří Bartoška (nominacja)

1. ceremonia wręczenia Orłów
- Najlepszy scenariusz – Jiří Křižan
- Najlepszy aktor – Olaf Lubaszenko
- Najlepszy producent – Dariusz Jabłoński
- Najlepszy film (nominacja)
- Najlepsza reżyseria – Vladimír Michálek (nominacja)
- Najlepsze zdjęcia – Martin Štrba (nominacja)
- Najlepszy montaż – Jiří Brožek (nominacja)
- Najlepsza aktorka – Agnieszka Sitek (nominacja)